# Mellierella biroi
Mellierella biroi är en bönsyrseart som beskrevs av Giglio-tos 1915. Mellierella biroi ingår i släktet Mellierella och familjen Liturgusidae. Inga underarter finns listade i Catalogue of Life.